# ديكلان لونش
ديكلان لونش (بالإنجليزية: Declan Lynch)‏ هو كاتب مسرحي وكاتب وصحفي أيرلندي، ولد في 1961.